# Ôn Lĩnh
Ôn Lĩnh (chữ Hán phồn thể:溫嶺市, chữ Hán giản thể: 温岭市, âm Hán Việt: Ôn Lĩnh thị) là một thành phố cấp huyện thuộc địa cấp thị Thai Châu, tỉnh Chiết Giang, Cộng hòa Nhân dân Trung Hoa. Thành phố Ôn Lĩnh nằm ở phía Đông vịnh Nhạc Thanh, có diện tích 836 km², dân số 1.140.000 người. Mã số bưu chính của thành phố này là 317500. Thành phố Ôn Lĩnh được chia ra các đơn vị hành chính trực thuộc gồm 5 nhai đạo, 11 trấn và 4 hương. Các đơn vị này lại được chia thành 97 khu cư dân, 847 ủy ban thôn.
Chính quyền nhân dân thành phố đóng tại số 58, đường Phương Thành, nhai đạo Thái Bình. 
- Nhai đạo biện sự xứ: Thái Bình, Thành Đông, Thành Tây, Thành Bắc, Hoành Phong.
- Trấn: Đại Khê, Trạch Quốc, Tân Hà, Nhược Hoành, Tùng Môn, Ôn Kiêu, Ổ Cân, Thành Nam, Thạch Kiều Đầu, Tân Hải, Thạch Đường.